# 藁餅
藁餅（わらもち）は飢饉の際、食べられていたとされる藁を使用した餅状の食べ物である。現在は餡や砂糖を加えたものが食されている。
少ない食物の嵩増しをしているだけだと考えられがちであるが、蒸すことで熱に強い枯草菌を選別し水分を加え発酵させることにより藁自身のセルロースを吸収可能な形にする立派な救荒食物である。

## 作り方
藁を半日水に浸して砂などのゴミを洗い落とし、穂先の部分は切り落とし細かく裂いて干す。乾燥したらこれを臼にかけて粉状にする。
藁粉と米粉を1：2で練りあわせ、餅状にして蒸す。これを茹でて、塩や味噌などをつけて食べる。米粉のかわりに葛粉や蕨粉（ワラビの根茎からとった粉）、小麦粉でも可能である。

## 関連書
- 竹入弘元著 松皮餅・藁餅の製法 伊那路 昭60年